# Bernard Agré

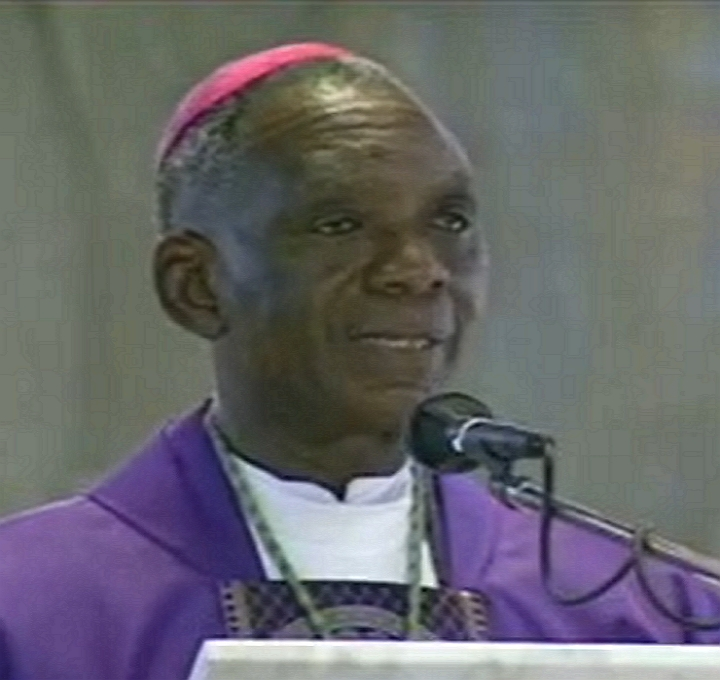
Bernard Agré als Bischof von Yamoussoukro (1994)

Wappen von Bernard Kardinal Agré

Bernard Kardinal Agré (* 2. März 1926 in Monga bei Alépé, Elfenbeinküste; † 9. Juni 2014 in Paris, Frankreich) war ein ivorischer Geistlicher, Erzbischof von Abidjan und Kardinal der römisch-katholischen Kirche.

## Leben
Bernard Agré absolvierte ein Studium der Philosophie und Katholischen Theologie und empfing am 20. Juli 1953 durch den Apostolischen Vikar von Abidjan, Jean-Baptiste Boivin SMA, das Sakrament der Priesterweihe. Ein Doktoratsstudium an der Päpstlichen Universität Urbania in Rom schloss er mit der Doktorwürde des Kanonischen Rechts ab. Er war Schuldirektor in Dabou und Rektor des Pre-Seminars in Bingerville sowie Gemeindepfarrer in Treichville und Generalvikar des Erzbistums Abidjan. Am 8. Dezember 1961 verlieh ihm Papst Johannes XXIII. den Ehrentitel Hausprälat Seiner Heiligkeit.
Am 8. Juni 1968 ernannte ihn Papst Paul VI. zum ersten Bischof von Man. Die Bischofsweihe spendete ihm der Erzbischof von Abidjan, Bernard Yago, am 3. Oktober 1968. Mitkonsekratoren waren Bernardin Gantin, Erzbischof von Cotonou in Benin, und Guy-Marie Riobé, Bischof von Orléans in Frankreich. Am 6. März 1992 erfolgte durch Papst Johannes Paul II. die Ernennung zum Bischof des mit gleichem Datum neu errichteten Bistums Yamoussoukro.
Am 19. Dezember 1994 ernannte ihn Johannes Paul II. zum Erzbischof von Abidjan. Dem Kardinalskollegium gehörte Bernard Agré seit dem Konsistorium vom 21. Februar 2001 als Kardinalpriester mit der Titelkirche San Giovanni Crisostomo in Rom an. Er wurde am 15. Mai 2001 als Mitglied der Kongregation für die Evangelisierung der Völker und am 18. Mai 2001 in den Päpstlichen Rat für die Familie, den Päpstlichen Rat für Gerechtigkeit und Frieden und den Päpstlichen Rat für die sozialen Kommunikationsmittel berufen. Im selben Jahr erregte er auf der Bischofssynode Aufsehen, als er den nördlichen Industrienationen vorwarf, Afrika schamlos auszuplündern. Einige Länder interessiere an Afrika nur die Ausbeutung der Bodenschätze, erklärte er.
In der Elfenbeinküste war er Präsident der Bischöflichen Kommission für soziale und karitative Aktivitäten. Von 1985 bis 1991 war er Präsident der Episcopal Conférence Régionale de l'Afrique de l'Ouest Francophone (CERAO). Von 1972 bis 1996 war er Vorsitzender der Comité Episcopal Panafricain pour les Communications Sociales (CEPACS).
Kardinal Agré war Teilnehmer des Konklave 2005, in dem Benedikt XVI. gewählt wurde. Am 2. Mai 2006 nahm dieser Agrés aus Altersgründen vorgebrachtes Rücktrittsgesuch an. Wegen Überschreitung der Altersgrenze von 80 Jahren nahm er nicht am Konklave 2013 teil, in dem Papst Franziskus gewählt wurde. Nach einer Erkrankung wurde Kardinal Agré 2014 in ein Pariser Krankenhaus eingeliefert, wo er am 9. Juni desselben Jahres verstarb.

## Werke
- L’evêque et son ministère. Urbaniana University press, Rom 1999, ISBN 88-401-6003-5.